# Radiopatologiska institutionen (Karolinska Institutet)
Radiopatologiska institutionen var en forskningsavdelning inom Karolinska institutet (KI) i Solna kommun.
Föregångaren till Radiopatologiska institutionen var en så kallad svulstpatologisk avdelning, som år 1923 inrättades på Radiumhemmet med Olle Reuterwall som chef. Vid den tiden låg Radiumhemmets lokaler fortfarande vid Fjällgatan 23. I samband med planeringen för Radiumhemmets nya  “Jubileumsklinik” på Karolinska sjukhusets område avsattes medel för en särskild svulstpatologisk institution i direkt anslutning till nya kliniken.
Efter flytten till Radiumhemmets nya anläggningar på Karolinska sjukhuset 1938 blev avdelningens namn Radiopatologiska institutionen, som övertogs 1941 av Karolinska institutet. Avdelningens namn skulle markera att forskning beträffande joniserande strålningens inverkan på den mänskliga organismen och på tumörer skulle ingå i avdelningens arbetsuppgifter. Chef för avdelningen var Olle Reuterwall, som innehade tjänsten fram till 1954. Han efterträddes av Lars Santesson och sedermera av Gunnar Moberger. Under 1940- och 1950-talen var institutionens huvuduppgift diagnostik av tumörer och forskning.
Numera har bland annat "Institutionen för onkologi-patologi" vid KI övertagit Radiopatologiska institutionens arbetsuppgifter.